# Supercup 2015 (basketbal)
De wedstrijd om de Supercup op 4 oktober 2015 was de vijfde editie van de Supercup in het Nederlandse basketbal. Gastheer was de regerend landskampioen SPM Shoeters Den Bosch uit 's-Hertogenbosch. Tegenstander was Donar uit Groningen. Den Bosch won voor de tweede maal de supercup. Voor de derde keer werd de wedstrijd gewonnen door de landskampioen.

## Wedstrijd
| 4 oktober 2015 15.00 Finale Supercup | SPM Shoeters Den Bosch                                 | 85–72 | Donar                                                                     | Maaspoort, 's-Hertogenbosch                                                                       |  |
| 4 oktober 2015 15.00 Finale Supercup | Marcel Aarts (14) Stefan Wessels (7) Leon Williams (4) |       | Will Sullivan (17) Ross Bekkering (10) en Chase Fieler (10) Ken Brown (4) | Kwartstanden: 20–12, 22–19, 17–10, 32–26 Scheidsrechters: P. den Hartog, J. Kuut en F.J. de Jonge |  |
| 4 oktober 2015 15.00 Finale Supercup |                                                        |       |                                                                           |                                                                                                   |  |
|                                      |                                                        |       |                                                                           |                                                                                                   |  |

| SPM Shoeters Den Bosch | Donar |

| Supercup 2015                       |
| ----------------------------------- |
| SPM Shoeters Den Bosch Tweede titel |